# Eulophia suzannae
Eulophia suzannae är en orkidéart som beskrevs av Daniel Geerinck. Eulophia suzannae ingår i släktet Eulophia och familjen orkidéer.
Artens utbredningsområde är Kongo-Kinshasa. Inga underarter finns listade i Catalogue of Life.